# Inficirana aneurizma
Inficirana ili mikotična aneurizma  patološko je proširenja bilo koje periferne arterije usled slabljenja arterijskog zida, nastalo nakon bakterijske infekcije salmonelama, stafilokokokama, treponemama (Treponema pallidum - uzročnikom sifilisa), ili infekcije gljivicam.

## Istorija
Osler je 1885. godine prvi opisao mikotičnu aneurizmu na luku aorte bolesnika koji je umro zbog gljivičnog endokarditisa aortne valvule. Ovaj termin može stvoriti značajnu zabunu, pošto se izraz mikotik obično koristi za definisanje pravih gljivičnih infekcija ili infekcija povezanih sa endokarditisom. Dugo se naziv mikotična aneurizma koristi za sve ekstrakardijalne ili intrakardijalne aneurizme uzrokovane bakterijskim i gljivičnim infekcijama. Naziv se održao do danas iako je naknadno utvrđeno da su bakterije daleko značajniji i češći uzročnik ovakvih aneurizmi, a da jako malo infekcija uključuje gljivice
Danas se uglavnom koristi naziv inficirana aneurizma a manje mikotična aneurizma.

## Epidemiologija
Infiicirane aneurizme su u današnjoj „antibiotskoj eri“ izuzetno retke,  predstavljaju samo 1–2,6% svih aneurizme aorte.

## Etiologija
Infektivni agensi koji izazivaju infekciju anerurizme mogu se širiti iz nekog žarišta u organizmu do arterijskog zida mogu per continuitatem, u vidu:
- Septičnih mikroembolija,  u kojima mikroembolusi opstruiraju vasa vasorum adventicije krvnog suda uzrokujući ishemiju i degeneraciju medije sa posledičnim slabljenjem aortnog zida. Ovo je posebno karakteristično za aneurizme uzrokovane sifilisom.[4]

- Septičnih makroembolija, u kojima septični makroembolusi uglavnom potiču sa aortne valvule zahvaćene bakterijskim endokarditisom.

Posle opstrukcije magistralne arterije infekcijasa embolusa prelazi na arterijski zid, slabi ga i dovodi do pojave aneurizme.  

## Patogeneza
Izvor infekcije kod inficiranih aneurizme je ili intravaskularni ili ekstravaskularni.
Primarno inficirane aneurizme nastaju iz susjednih okolnih područja infekcije ili traume, bilo direktnim kontaktom ili putem limfnog širenja. Prethodno postojeće aneurizme abdominalne aorte ili posttraumatske lažne aneurizme mogu se sekundarno inficirati. 2 ) Alternativno, lokalni ekstravaskularni infektivni fokus, kao što je osteomijelitis kičmenih pršljenova, može prodreti direktno ili preko limfnog tkiva u aortu, što dovodi do nekroze zida, formiranja lažne aneurizme i naknadne rupture.
Sekundarne inficirane aneurizme nastaju septičkom embolizacijom, bilo kroz vasa vasorum ili intraluminalno u područja abnormalne intime, kao što su već postojeće aneurizme ili aterosklerotski plakovi. Organizmi mogu kolonizirati netaknuti vaskularni zid kroz vasa vasorum, gdje je arterijski zid oslabljen lokalnim gnojnim procesom koji rezultira mikrobnim arteritisom s formiranjem aneurizme.
Bakteriologija inficiranih aneurizme značajno se promenila od prvobitnog opisa iz 1800-ih. Pre ere antibiotika, gotovo 90% inficiranih aneurizme bilo je povezano s bakterijskim endokarditisom, koji se pretežno javlja u ascendentnoj aorti i luku. Bakterije koje se najčešće uzgajaju iz zidova inficirane aneurizme bile su odraz onih odgovornih za bakterijski endokarditis i uključuju Streptococcus ( viridians i fecalis ), Staphylococcus ( aureus i epidermidis ), Haemophilus i Pneumococcus. 
Uvođenje i široka upotreba antibiotika dovela je do naglog pada učestalosti bakterijskog endokarditisa. Trenutno je oko 80% mikotičnih aneurizme rezultat mikrobnog aortitisa; Procjenjuje se da 3% uključuje infekciju već postojeće aneurizme. Gljivične infekcije su rijetke, a uobičajene vrste su Hitoblastoma capsulatum, Candida i Aspergillus. 
Kod bakteremije bez endokarditisa, najčešće prijavljeno mesto inficirane aneurizme bila je trbušna aorta zbog infekcije postojećeg aterosklerotskog plaka. Vrste salmonele posebno imaju jaku sklonost zarazi oštećene intime aorte i abnormalne intime arterija, posebno arterija koje sadrže aterosklerotski plak. U nekim serijama, salmonela je bila odgovorna za više od 50% inficiranih aneurizme. Virulentne vrste, Salmonella typhimurium i Salmonella chloeraesuis , čine preko 50% prijavljenih slučajeva aneurizme inficiranih salmonelom. Ostali uobičajeni organizmi su Streptococcus , Bacteroides , Escherichia coli i Staphylococcus aureus.

## Klinička slika
Ne postoji jasna klinička slika inficiranih aneurizmi. Prezentacija varira od pojedinačnog pacijenta do drugog u zavisnosti od nekoliko faktora uključujući osnovnu etiologiju, tip organizma, trajanje infekcije i anatomsku lokaciju aneurizme. Klasične manifestacije uključuju bol u stomaku, groznicu i pulsirajuću abdominalnu masu. Prisustvo bakterijskog endokarditisa ili druge bakterijske bolesti, reumatska groznica, nedavna operacija ili arterijska kateterizacija i lumbalni osteomijelitis su faktori rizika za naknadnu inficiranu aneurizme.
Komorbidni faktori su česti, 70% pacijenata je imalo bar jedno komorbidno stanje povezano sa određenim stepenom imunosupresivnih poremećaja.  Komorbidna stanja su uključivala dijabetes (33%), hroničnu bubrežnu insuficijenciju (30%), hroničnu upotrebu steroida (16%) i hronične bolesti (16%), kao što su reumatoidni artritis, ne-Hodgkinov limfom, multipli mijelom, neutropenija, i monoklonska gamopatija.
Istorija nedavne febrilne gastrointestinalne bolesti je uobičajena. Drugi udaljeni izvori infekcije uključuju pneumoniju, sepsu urinarnog trakta, osteomijelitis i infekciju mekih tkiva. Do 20% slučajeva ima otvorenu rupturu aneurizme. Prva prezentacija može biti gastrointestinalno krvarenje iz primarne aortoenterične fistule (10%). Ruptura u šuplju venu (aortokavalna fistula) je ređa pojava (4%).

## Dijagnoza
Za kliničara, rana dijagnoza je kamen temeljac efikasnog lečenja. Bez medicinskog ili hirurškog lečenja, može doći do katastrofalnog krvarenja ili nekontrolisane sepse. Međutim, simptomatologija je često nespecifična u ranim fazama, tako da je potreban visok indeks sumnje da bi se postavila dijagnoza.

## Terapija
Lečenje inficiranih aneurizme je izazovan klinički problem za vaskularnog hirurga. Osnovni aspekti lečenja su kontrola ili eradikacija infekcije i uspostavljanje arterijske rekonstrukcije.

## Prognoza
Inficirane aneurizme su i dalje povezane sa visokim morbiditetom i visokim mortalitetom. Često se povezuju sa komplikujućim faktorima, kao što su:
- kasna ili odložena dijagnoza,
- ruptura,
- sepsa,
- paravisceralna lokalizacija.

Inficirane aneurizme se obično javljaju kod imunokompromitovanih pacijenata što dovodi do povećanog morbiditeta i mortaliteta.

## Literatura
- Walker, D. I.; Bloor, K; Williams, G.; Gillie, I. (1978). „Inflammatory aneurysms of the abdominal aorta”. Br J Surg. 83: 425..
- Goldstone, J.; Malone, J. M.; Moore, W. S. (1978). „Inflammatory aneurysms of the abdominal aorta”. Surgery. 83 (4): 425—430. PMID 635778..

## Spoljašnje veze
|  | Molimo Vas, obratite pažnju na važno upozorenje u vezi sa temama iz oblasti medicine (zdravlja). |